# مورتالا دیاکیته
مورتالا دیاکیته (انگلیسی: Mourtala Diakité؛ زادهٔ ۱ اکتبر ۱۹۸۰) بازیکن فوتبال اهل مالی بود.
از باشگاه هایی که در آن بازی کرده است می‌توان به باشگاه ورزشی ماریتیمو، باشگاه فوتبال بیرامار، باشگاه فوتبال دینامو بخارست، باشگاه فوتبال شاندونگ تایشان، باشگاه فوتبال بلننسس، و باشگاه فوتبال بوآویشتا اشاره کرد.
وی همچنین در تیم ملی فوتبال مالی بازی کرده است.